# Мизогиния
Мизогинията е термин, с който се обозначава българската дума женомразство. Думата произхожда от гръцкото μισογυνία, от misos (μῖσος, „омраза“) и gynē (γυνή, „жена“). Мизогинията е антоним на мизандрията – мъжемразство (друг термин е мизантропията, което е омраза или презрение към човечеството като цяло).
Марк Тулий Цицерон казва, че гръцките философи смятали мизогинията за причинена от гинофобията, тоест страхът от жени. През XX век феминистките теоретици предполагат, че мизогинията е едновременно проблем, причина, но и резултат на патриархалните социални структури.